# Gronówko, Warmińsko-Mazurskie
Gronówko [ɡrɔˈnufkɔ] (tiếng Đức: Grunenfeld)  là một ngôi làng ở quận hành chính của Gmina Braniewo, trong Braniewski, WARMIŃSKO-MAZURSKIE, ở miền bắc Ba Lan, gần biên giới với Kaliningrad của Nga. Nó nằm khoảng 10 kilômét (6 mi) về phía đông của Braniewo và 74 km (46 mi) phía tây bắc của thủ đô khu vực Olsztyn.

## Cư dân đáng chú ý
- Richard Schirrmann (1874-1961), người sáng lập Nhà nghỉ Thanh niên đầu tiên